# Verónica González
Verónica María González Quesada (Heredia, 22 de enero de 1983) es una modelo profesional costarricense. Fue Miss Costa Rica 2007, y se convirtió en presentadora de televisión y modelo para diferentes marcas.

## Biografía
Nació en Heredia, el 22 de enero de 1983, y se crio en Orotina. Posteriormente radicó en San Pedro, en las inmediaciones de la Universidad de Costa Rica, donde sacó su carrera en Salud Ambiental.
En el campo del modelaje inició en el año 2002, cuando ganó el certamen realizado en su ciudad Señorita Orotina y se coronó como la Reina de las Frutas. Esto le permitió abrirse paso y acudir a un certamen realizado en El Erizo de Alajuela, coronándose nuevamente como Señorita Alajuela. Este concurso le abrió las puertas a su carrera de modelaje. En el 2004 entró en el certamen Miss Costa Rica quedando de entre las finalistas, pero no obtuvo el título mayor. Ese mismo año fue a Canadá para participar en Miss Mundo Latino Internacional, donde se coronó en el primer lugar.
Para el 2005 participa en el certamen Miss Model of the World 2005, realizado en China. En este concurso tuvo problemas en los vuelos lo que no permitió que participar en algunas etapas del concurso. Ahí conoció a varios representantes de la empresa Chiquita que de inmediato la invitaron a participar de un "casting" fotográfico. Al ganar el casting su imagen fue utilizada en las etiquetas de los frascos de piña envasada, que se venden en Europa.
En el 2006 participó en el concurso Reina Mundial del Banano, realizado en Ecuador; lugar donde se coronó como la reina de dicho evento, destacando en todas sus presentaciones.
En el 2007 decidió participar nuevamente en Miss Costa Rica, en la final del concurso que quedó empatada con otra de las participantes, los jueces decidieron que una pregunta respondería al desempate. Verónica González fue la que contestó de mejor manera la pregunta acreditándose el título de Miss Costa Rica 2007. En ese mismo año participó en Miss Universo en México.
Para el 2007 recibió la propuesta de Teletica para participar como famosa del reality Bailando por un sueño 1, ella acepta. Durante el reality baila junto con el soñador Esteban Artavia, ellos se convierten en una de las parejas favoritas del público, obteniendo excelentes calificaciones por parte de los jueces. A mitad de la competencia sufre de un ataque de apendicitis lo que la obliga a dejar la pista de baile. También empezó un lío amoroso con su novio Isaac Zúñiga, debido a que se especulaba que ella tenía una relación con el soñador Esteban Artavia. Para el 2008 es contratada por Teletica, como presentadora del programa Hábitat Soluciones. También fue presentadora de Cantando por un sueño.
Volvió a aceptar en participar en Bailando por un sueño 3. El reality inició a finales de agosto del 2010, y ella está dispuesta en concluir lo que no terminó en la primera edición del reality. Sorprendentemente el desempeño mostrado no fue tan bueno como en la primera temporada, por ende el sábado 2 de octubre fue expulsada, apagando la llama del sueño por el que luchaba en la pista (La Unidad de Quemados del Hospital Nacional de Niños). Se pasó a la televisora Repretel para trabajar en el espacio de microcomerciales "Me lo Dijo Adela" ella afirmó que al salir de Bailando por un Sueño 3, había renunciado a su trabajo y tenía algunas deudas, le plantearon el trabajo en la televisora de la competencia y ella aceptó.
En mayo de 2011 la revista matutina Giros, de Repretel, despide a dos de sus presentadores principales. Verónica González es contrata por la producción como una de las nuevas presentadores de la revista televisiva.
En abril de 2013, renunció como presentadora del programa Giros, debido a que debe dedicarse a un negocio familiar en Orotina.
Fue presentadora en Multimedios.
Actualmente trabaja en canal Opa

## Trayectoria

### Modelaje
| Certamen                        | Sede del concurso | Año  | Título       |
| ------------------------------- | ----------------- | ---- | ------------ |
| Miss Universo                   | México            | 2007 | Participante |
| Miss Costa Rica                 | Costa Rica        | 2007 | Primer Lugar |
| Reina Mundial del Banano        | Ecuador           | 2006 | Primer Lugar |
| Miss Model of the World         | China             | 2005 | Participante |
| Miss Mundo Latino Internacional | Canadá            | 2004 | Primer Lugar |
| Miss Costa Rica                 | Costa Rica        | 2004 | Finalista    |
| Señorita Alajuela               | Costa Rica        | 2002 | Primer Lugar |
| Reina de las Frutas             | Costa Rica        | 2002 | Primer Lugar |

### Televisión
| Programa                | Televisora      | Rol                     | Año       |
| ----------------------- | --------------- | ----------------------- | --------- |
| Teletón Costa Rica      | Cadena Nacional | Presentadora            | 2011-2021 |
| Divas ¡como vos!        | Multimedios     | Presentadora            | 2021      |
| Giros                   | Repretel        | Presentadora            | 2011-2021 |
| Me lo dijo Adela        | Repretel        | Presentadora            | 2010-2011 |
| Bailando por un sueño 3 | Teletica        | Celebridad participante | 2010      |
| Cantando por un sueño   | Teletica        | Presentadora            | 2008      |
| Habitat Soluciones      | Teletica        | Presentadora            | 2008      |
| Bailando por un sueño 1 | Teletica        | Celebridad participante | 2007      |

## Sucesión Miss Costa Rica
| Predecesor: -                    | Representación de Heredia 2007 | Sucesor: -                      |
| Predecesor: Fabriella Quesada    | Miss Costa Rica 2007           | Sucesor: María Teresa Rodríguez |
| Predecesor: Miss Costa Rica 2006 | Miss Costa Rica 2007           | Sucesor: Miss Costa Rica 2008   |